# 苏联远东方面军独立第88步兵旅
苏联远东方面军独立第88步兵旅（俄语：88-я отдельная стрелковая бригада）又称东北抗日联军教导旅，是苏联于第二次世界大战期间创建的由少数民族组成的部队，直属远东军区情报部门，驻扎于哈巴罗夫斯克边疆区维亚茨科耶，负责对满洲国和朝鲜半岛的情报和破坏工作。部队主体由原东北抗日联军构成，原司令、中共党员周保中担任旅长，李兆麟担任政委，崔庸健担任旅副参谋长，金日成担任第一营营长。1945年10月12日，苏联远东军区下令将其解散。

## 编制
- 旅长周保中少校，1943年升为中校
- 旅政治委员李兆麟少校
- 副旅长什林斯基少校（1944年晋级中校）
- 副旅长巴达林少校
- 旅参谋长为沙马科钦大尉（后晋级少校）
- 旅副参谋长崔石泉（崔庸健）大尉，兼任旅党委书记，在旅长领导下工作，仅负责党务工作。
- 政治部主任 西廖根少校 兼旅苏共党委书记
- 旅政治部新闻情报科长冯仲云上尉
- 旅政治部宣传（青年）科长崔石泉（崔庸健）大尉
- 内务部
- 后勤部 部长苏方少校
- 军械处 处长苏方少校
- 一营长金日成大尉 一营政委安吉大尉 营参谋长：马尔切夫（苏军上尉）
  - 第一连连长：崔贤（上尉）崔勇进（上尉） 政治副连长：金一（朴德山 上尉））
  - 第二连连长：刘雁来（上尉）政治副连长：金京石（上尉、党委副书记）尹俊山（中尉）
  - 第一营排级干部：董崇彬、柳京洙、吴振宇、乔邦义、朴永淳、池炳学、朴德山 司务长：朴成哲（准尉）
- 二营长王效明大尉 二营政委姜信泰大尉 营参谋长：阿达莫夫（苏军上尉）
  - 三连连长彭施鲁上尉 政治副连长：金铁宇（中尉）;其他：许凤学
  - 第四连连长：李永镐（上尉） 政治副连长：杨清海（中尉） 政治副连长：范德林（中尉）
  - 第二营排级干部：金丽重、吴白龙、徐哲、张为国、王明、白凤林、李海清、姜尚镐、张相龙 沈泰山（教导旅团委书记、旅党委后补委员） 司务长：武昌文（准尉）单立志（准尉）
- 三营长许亨植大尉（牺牲时尚未到任 由王明贵上尉接替） 三营政委金策大尉  营参谋长：李季南（中尉） 党总支专职副书记张瑞麟
  - 五连连长张光迪上尉 政治副连长：王钧（中尉）
  - 六连副连长陈雷中尉 政治副连长：马克正（中尉）
  - 第三营排级干部：齐连升、周岩峰、张凤岐、鉏景芳、金大宏、孙志远、夏凤林、林玉珍、宋殿选、赵喜林、全昌哲 司务长：任德福（准尉）
- 四营长柴世荣大尉  姜信泰（大尉、继任） 四营政委季青 营参谋长：日列诺夫（苏军上尉）
  - 第七连连长：金光侠（上尉） 政治副连长：崔春国（上尉）
  - 第八连连长：陶雨峰（上尉）政治副连长：国久发（中尉）
  - 第四营排级干部：张祥、乔树贵、朴洛权、崔光、李青山 司务长：陈春树（准尉）
- 通信营营长 营长：奧斯特洛夫（苏军大尉） 营参谋长：史道夫（苏军中尉）
  - 第一连(无线电连)由抗联人员组成 连长：卡马洛夫（苏军上尉）
    - 中国排排长：朴英顺（中尉）政治副排长：张锡昌（中尉）技术副排长：于保合（少尉）副排长：白生太（准尉）
      - 一班长：纪西林 副班长：邢连春
      - 二班长：乔邦信副班长：李伍松
      - 女生班班长：张景淑：（姜信泰妻子）
      - 中国排的人员：李在德:（于保合妻子）、林春秋、刘巨海、姜焕周、李敏:（陈雷妻子）、金伯文:（李兆麟妻子）、郝凤武、李俊、任国才、侯宝昌、邢德范:（陶雨峰妻子）、李宗山、全昌哲、曹曙焰、傅玺忱、李兴汉、夏礼亭、李忠义、高英杰、柳昌权、杨振华、朴景玉、朱振生、江海波、梁承玉

    - 苏联排排长：孟艾利：（中尉、达斡尔族）

  - 第二连有线连由苏联战士组成  连长：贝茨柯夫：（苏军上尉）政治副连长：王一知：（少尉）（后进升为中尉）
- 迫击炮连全部由东方少数民族组成，绝大多数为纳纳依茨族。
- 旅后勤部：部长：德勒（苏军少校）
  - 军械科：柴世荣（见胡真一）（大尉）兼
  - 救护排：金玉顺:（排长、崔光妻子）、李桂香:（金大宏妻子）、全顺姬:（金忠烈妻子）、金正淑:（金日成妻子）、柳明玉:（金光侠妻子）、王玉环:（崔庸健妻子）、胡真一:（柴世荣妻子）、徐云卿:（白生太妻子）、张玉杰:（李东光妻子）、赵素珍:（陈春树妻子）、金成玉:（崔勇进妻子）、柳庆熙:（李永镐妻子）、劳动排：李淑贞:（副排长、金京石妻子）、朴英善:（刘建平妻子）、庄凤:（刘铁石妻子）、许昌淑:（朴德山妻子）、宋桂珍:（谢中山妻子）、金玉坤:（赵喜林妻子）、李英淑:（金铁宇妻子）、金善:（乔树贵妻子）、金明淑:（曹元奎妻子）、安静淑:（全昌哲妻子）
- 耶廖姆钦科:（苏军大尉）负责汉语翻译训练班。卢冬生：大尉、教官辅导刘铁石：中尉、教官辅导王一知：中尉、教官辅导少校：驻旅部的特派员。